# Molly Picon
Molly Picon (28 de febrero de 1898 - 5 de abril de 1992) fue una actriz teatral, cinematográfica y televisiva estadounidense, así como letrista y monologuista. Fue la primera y principal estrella del cine y el teatro yiddish, aunque también trabajó en producciones en lengua inglesa.

## Inicios
Su verdadero nombre era Małka Opiekun, y nació en la ciudad de Nueva York en el seno de una familia de emigrantes judíos polacos: Clara Ostrow y Louis Opiekun. El apellido Opiekun fue más adelante cambiado por su nombre artístico, Picon. Su carrera empezó a los seis años de edad actuando en teatro Yiddish, y en 1912 debutó en el Teatro Arch Street de Nueva York, actuando en obras representadas en el Distrito del Teatro Yiddish a lo largo de siete años.

## Carrera
Picon fue tan popular en los años 1920 que muchos shows adoptaron su nombre, Molly, en su título, y en 1931 inauguró el Teatro New Century. También actuó en el cine, inicialmente en el mudo. Su primera película fue Ost und West (1923), en la cual trabajaba Jacob Kalich, su marido en la vida real.

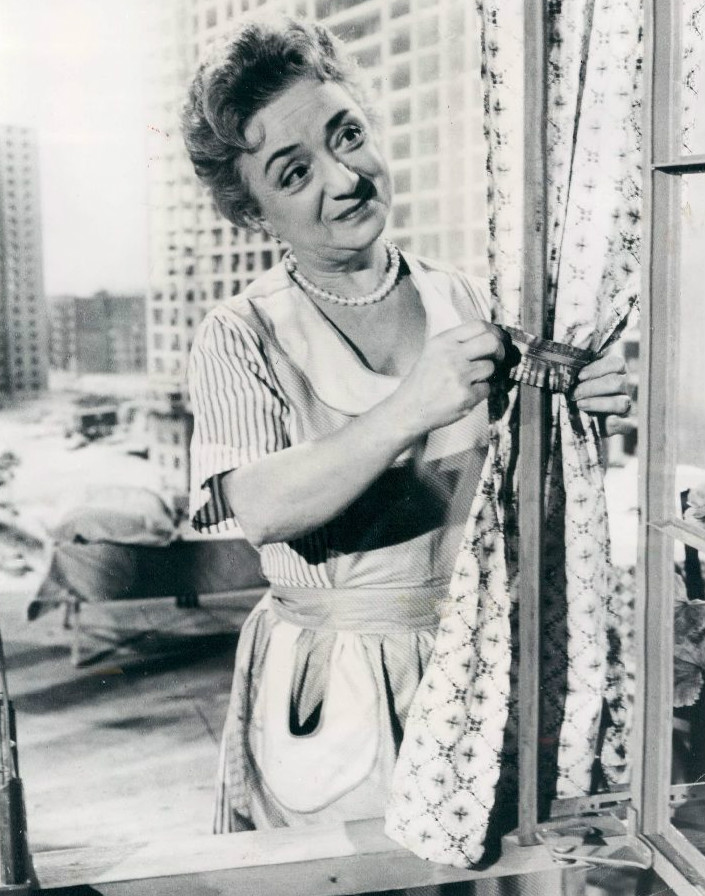
Picon como Mrs. Bronson, 1962.

Su film más famoso, Yidl Mitn Fidl (1936), fue rodado en Polonia, y durante buena parte de la cinta ella vestía ropa masculina. Otra de sus películas, Mamele (1938), fue también rodada en Polonia.
Con el declinar del teatro yiddish, Picon hizo su debut teatral en lengua inglesa en 1940. En el circuito de Broadway actuó en el musical de Jerry Herman Milk and Honey en 1961, y en 1966 abandonó la desastrosa Chu Chem durante los ensayos en Filadelfia, cerrándose el espectáculo antes de su llegada a Broadway.
En 1948 hizo un pequeño papel en el film The Naked City, pero su interpretación más importante en lengua inglesa fue la que llevó a cabo en Gallardo y calavera (1963), con Frank Sinatra. Además, fue Yente en la adaptación al cine del éxito de Broadway El violinista en el tejado (1971).
En los años 1970 fue escogida para encarnar a Mrs. Cherry en For Pete's Sake, film protagonizado por Barbra Streisand. También hizo el papel de Molly Gordon en un episodio de la serie de la CBS Gomer Pyle, USMC, y tuvo el papel recurrente de Mrs. Bronson en el show de la NBC Car 54, Where Are You?. Más adelante también actuó en las producciones televisivas Somerset y The Facts of Life, siendo sus últimos papeles cameos en las películas The Cannonball Run y Cannonball Run II.

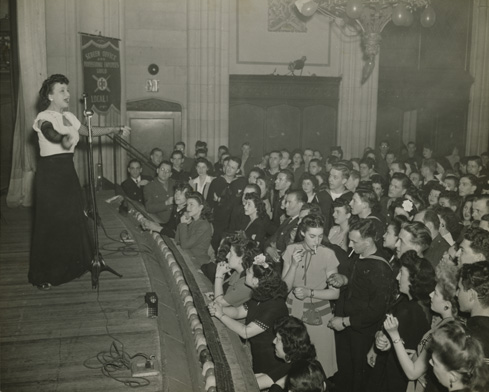
Molly Picon en gira con United Service Organizations en la Segunda Guerra Mundial

## Libros
Picon escribió en 1962 una biografía sobre su familia titulada So Laugh a Little. Más adelante, en 1980, publicó una autobiografía, Molly.

## Muerte
Molly Picon falleció en 1992, a los 94 años de edad, a causa de una enfermedad de Alzheimer, en Lancaster, Pensilvania. Jacob Kalich, su marido desde 1919, falleció en 1975 a causa de un cáncer. No tuvieron hijos. El matrimonio fue enterrado en la sección de teatro yiddish del Cementerio Monte Hebrón de Nueva York. Por su dedicación al teatro, ingresó en el American Theatre Hall of Fame en 1981.